# NAT-T
NAT-T (NAT Traversal in the IKE) は、IPsecに保護されたIPデータグラムがNAT (Network Address Translation) を通過することを可能にする手法である。
IPパケットは、NAT機器を通過する間に、IPsecと互換性がない方法で変更されてしまう。NAT-Tは、元のIPsecでエンコードしたパケットを、UDPとIPヘッダーから成る別の層によってカプセル化することにより保護する。
IKE (Internet key exchange) フェーズのネゴシエーションはRFC 3947に定義されている。そして、UDPのカプセル化はRFC 3948に定義されている。
大抵の主要なネットワーキング・ベンダーの機器は、IKEv1のNAT-Tをサポートしている。Microsoft Windows XP Service Pack 2では、NAT-Tの機能が使用可能である。

## 参照
- RFC 3715: IPsec-Network Address Translation (NAT) Compatibility Requirements
- RFC 3947: Negotiation of NAT-Traversal in IKE
- RFC 3948: UDP Encapsulation of IPsec ESP Packets

1. ↑  http://support.microsoft.com/kb/818043/en-us